# Yawm aḍ'atu ẓillī
Yawm aḍʿatu ẓillī (يوم أضعت ظلي, El dia que vaig perdre la meva ombra), comercialitzada internacionalment com The Day I Lost my Shadow, és una pel·lícula del 2018 de coproducció francesa, siriana i libanesa escrita i dirigida per Soudade Kaadan, que va suposar el seu llargmetratge de debut.

## Argument
2012. La Sana és una jove mare d'un nen de vuit anys a Síria de la guerra civil que un dia s'acomiada de la feina per anar a buscar un lloc on comprar-se una bombona de gas amb que compensen els talls constants d'aigua i electricitat. En el camí, coneix en Jalal i la seva germana Reem, amb qui decideix compartir una furgoneta per al viatge. El conductor, però, fuig a la vista d'un punt de control militar, i els tres passatgers es troben encallats en un petit poble als afores de Damasc.

## Repartiment
- Sawsan Arshid: Sana
- Samer Ismail: Jalal
- Reham Alkassar: Reem
- Oweiss Mokhallalati: Mahmoud

## Distribució
La pel·lícula es va estrenar el 2 de setembre de 2018, a la secció Orizzonti de la 75a Mostra Internacional de Cinema de Venècia.

## Premis
- 75a Mostra Internacional de Cinema de Venècia
  - Lleó del Futur a Soudade Kaadan
- XXXIV edició de la Mostra de València.[4]
- Palmera de plata